# Errick Willis
Errick French Willis (Boissevain, 21 marzo 1896 – Winnipeg, 9 gennaio 1967) è stato un giocatore di curling canadese.

## Biografia
Partecipò ai III Giochi olimpici invernali edizione disputata a Lake Placid (Stati Uniti d'America) nel 1932, riuscendo ad ottenere la prima posizione nella squadra canadese con i connazionali Robert Pow, James Bowman e William Burns, partecipando per Manitoba.
Nell'edizione le altre due nazionali canadesi si classificarono seconda e terza. La competizione ebbe lo status di sport dimostrativo